# Mile stone
『mile stone』（マイル・ストーン）は、宇都宮隆が2018年2月28日にavex traxからリリースした2枚目のミニ・アルバム。

## 解説
宇都宮隆名義のソロ作品では『T.UTU with BAND all Songs Collection』以来約1年5か月ぶり、スタジオ・アルバムでは『TRILOGY』以来約5年5ヶ月ぶりとなる、宇都宮のソロ活動25周年を記念した作品。
本作は2枚組CDとBlu-ray、豪華フォトブックレットがセットになった、シリアルナンバー入りかつアナログジャケット仕様のmu-mo shop限定販売による初回限定盤、CDとDVDのセット、2枚組CDの3形態で販売される。DVDには『GET WILD PANDEMIC』のミュージック・ビデオのほか、長年にわたって宇都宮のレコーディングに携わってきた伊東俊郎との居酒屋対談や、ギタリストの野村義男が一問一答形式で宇都宮の素顔を暴くインタビュー映像、レコーディング風景、リハーサル風景を収録。
Disc.1は配信シングルとしてもリリースされていたTM NETWORKのセルフカバー曲「GET WILD PANDEMIC」をはじめ、岩崎宏美の「思秋期」、山本リンダの「どうにもとまらない」のカバーと新曲3曲の全6曲で構成されている。
作曲陣にはつんく♂、尾崎亜美、土橋安騎夫、nishi-kenらが参加。
Disc.2は1992年から2011年までに発表してきた、T.UTU名義、U WAVE名義を含む全楽曲の中から10曲を厳選し、オリジナル音源で収録。

## 収録曲
| #         | タイトル                          | 作詞       | 作曲       | 編曲                | 時間  |
| --------- | --------------------------------- | ---------- | ---------- | ------------------- | ----- |
| 1.        | 「未来へ」                        | つんく     | つんく     | 鈴木俊介            | 4:37  |
| 2.        | 「思秋期」                        | 阿久悠     | 三木たかし | nishi-ken           | 4:27  |
| 3.        | 「境界線を引いたのは僕だ」        | 尾崎亜美   | 尾崎亜美   | 尾崎亜美            | 3:54  |
| 4.        | 「どうにもとまらない」            | 阿久悠     | 都倉俊一   | nishi-ken           | 4:29  |
| 5.        | 「GET WILD PANDEMIC (Album mix)」 | 小室みつ子 | 小室哲哉   | T.UTU with The BAND | 4:29  |
| 6.        | 「Thanks for…」                   | 田中花乃   | 土橋安騎夫 | 土橋安騎夫、NAOTO   | 7:07  |
| 合計時間: | 合計時間:                         | 合計時間:  | 合計時間:  | 合計時間:           | 29:03 |

| #         | タイトル                      | 作詞               | 作曲       | 編曲                 | アーティスト | 時間  |
| --------- | ----------------------------- | ------------------ | ---------- | -------------------- | ------------ | ----- |
| 1.        | 「Dance Dance Dance」         | 三浦徳子           | 根本一文   | 西平彰               | T.UTU        | 4:40  |
| 2.        | 「FLUSH」                     | 渡邉美佳、藤井美穂 | MASAKI     | MASAKI               | 宇都宮隆     | 4:37  |
| 3.        | 「Taste sweet」               | 井上秋緒           | 浅倉大介   | 浅倉大介             | 宇都宮隆     | 4:42  |
| 4.        | 「KISS Will Kill me」         | 井上秋緒           | 浅倉大介   | 浅倉大介             | 宇都宮隆     | 4:28  |
| 5.        | 「道 〜walk with you〜」      | 米倉利徳           | 米倉利徳   | 吉田建               | 宇都宮隆     | 4:49  |
| 6.        | 「21st Century Flowers」      | 森雪之丞           | 石井妥師   | 土橋安騎夫、石井妥師 | U WAVE       | 5:31  |
| 7.        | 「ISOLATION」                 | 森雪之丞           | 土橋安騎夫 | 土橋安騎夫           | U WAVE       | 5:05  |
| 8.        | 「We are the sound」          | 田中花乃           | 木根尚登   | 中村修司             | 宇都宮隆     | 3:42  |
| 9.        | 「Times mile」                | 田中花乃           | nishi-ken  | nishi-ken            | 宇都宮隆     | 6:10  |
| 10.       | 「Love chase 〜夢を越えて〜」 | JIN                | nishi-ken  | nishi-ken            | 宇都宮隆     | 5:18  |
| 合計時間: | 合計時間:                     | 合計時間:          | 合計時間:  | 合計時間:            | 合計時間:    | 49:02 |

| #  | タイトル                           | 作詞 | 作曲・編曲 |
| -- | ---------------------------------- | ---- | ---------- |
| 1. | 「GET WILD PANDEMIC」(Music Video) |      |            |
| 2. | 「"25の宇都宮隆"インタビュー」     |      |            |

## 楽曲解説

### DISC 1
1. 未来へ
つんくは以前から宇都宮と一緒に音楽をやりたいと語っており、自身が作詞と作曲を手掛けた本楽曲について、宇都宮は「つんく♂くんワールド全開の歌謡曲的なロックナンバー。大変な時代だからこそ、ネガティブに捉えるのではなく…という思いで、未来に向けて歌いました。」とコメントしている。
2. 思秋期
岩崎宏美の11thシングルのカバー。
3. 境界線を引いたのは僕だ
尾崎亜美は作詞作曲を手がけた本楽曲について、「僕なりの形にするのがすごく大変だったけど、手強くも素晴らしい楽曲に仕上がった。」と語っている。
4. どうにもとまらない
山本リンダのシングルのカバー。
5. GET WILD PANDEMIC (Album mix)
2017年10月25日にT.UTU名義による配信限定シングルとしてリリースされた楽曲。TM NETWORKの10thシングルのセルフカバー。本作にはアルバム・ミックスで収録されている。
6. Thanks for…
この楽曲は元々土橋安騎夫が宇都宮の60歳のバースデープレゼントとして制作したもの。弦アレンジにはNAOTOが参加している。

### DISC 2
1. Dance Dance Dance
1993年1月21日発表の2ndシングル。
2. FLUSH
2000年5月24日発表の9thシングル。
3. Taste sweet
2007年1月31日発表の配信限定シングル及び、9thアルバム『takashi utsunomiya from SPIN OFF 2005 to 2007』収録曲。
4. KISS Will Kill me
1996年4月22日発表の4thシングル「少年」のカップリング曲。
5. 道 〜walk with you〜
2003年6月25日発表の14thシングル。
6. 21st Century Flowers
2005年7月27日発表の配信限定シングル及び、U WAVEの1stアルバム『U WAVE』収録曲。
7. ISOLATION
2006年7月26日発表の配信限定シングル及び、U WAVEの2ndアルバム『U WAVE 2 FRE-QUEN-CY』収録曲。
8. We are the sound
2007年4月25日発表の配信限定シングル及び、9thアルバム『takashi utsunomiya from SPIN OFF 2005 to 2007』収録曲。
9. Times mile
2011年9月21日発表の16thシングル「CROSS」のカップリング曲。
10. Love chase 〜夢を越えて〜
2010年11月24日発表の15thシングル。